# Colom de Wetar
El colom de Wetar (Pampusana hoedtii) és una espècie d'ocell de la família dels colúmbids (Columbidae). Habita els boscos de Wetar i Timor, a les illes Petites de la Sonda.

## Descripció
La longitud corporal és d'uns 27 cm. El mascle té el cap blau-grisós i la gola blanca grisenca. El pit és de color crema pàl·lid i el ventre negrós. La part posterior del coll és de color marró vermellós. el dors i el carpó són vermelloses. Les plomes de la cua són de color marró oliva fosc i hi té una taca porpra als costats del pit i a les plomes cobertores menors. El bec és negre i les potes són de color violeta vermellós. El cap, el coll i el pit de la femella són de color castany rovellat. Les parts superiors i el ventre són de color marró oliva.

## Distribució i hàbitat
L'espècie es troba a Wetar i Timor. Es van recollir menys de 20 ocells a Wetar al voltant de l'any 1900, i hi va haver molts registres el 2008 i el 2009. El 2005, a Timor Oriental, es van registrar quatre o cinc ocells prop de la frontera amb Indonèsia. Només hi ha registres de tres localitats a Timor Occidental.
Es troba a altituds de fins a 950 m. Els hàbitats són boscos monsònics i boscos de galeria, i possiblement zones boscoses i bambús.

## Comportament
El colom de Wetar s'ha observat menjant fruits de ficus a terra. Sembla que cria durant l'estació seca, niant a la capçada dels arbres.

## Estat de conservació
S'estima que la mida de la població a Wetar és inferior a 10.000 ocells i pot ser inferior a 3.000. La mida de la població global del colom de Wetar s'estima en 1.500-7.000 individus madurs, o 2.500-9.999 individus en total. La població està disminuint ràpidament. Les amenaces a l'espècie inclouen la pèrdua d'hàbitat i la caça. Hi ha molta destrucció d'hàbitat i caça a Timor. A Wetar, hi ha menys caça a causa de la inaccessibilitat de l'illa, però la tala de boscos pot amenaçar l'espècie. La mineria i la construcció de carreteres també poden augmentar. La Unió Internacional per a la Conservació de la Natura ha avaluat l'estat de conservació com a en perill d'extinció. S'ha proposat àrees protegides a Timor Occidental i Wetar.

## Taxonomia i etimologia
El 1871, Hermann Schlegel va descriure l'espècie com a Leptoptila hoedtii de Wetar. L'espècie és monotípica.
Antigament, aquesta espècie es trobava inclosa en el gènere Gallicolumba i més tard aAlopecoenas (Sharpe, 1899), però l'any 2019 el nom del gènere es va canviar a Pampusana (Bonaparte, 1855), ja que aquest nom té prioritat.
L'epítet específic deriva de Dirk Samuel Hoedt, un col·leccionista holandès que posseïa plantacions a les Índies Orientals.